# Келсо (Вашингтон)
Келсо (англ. Kelso) — місто (англ. city) в США, в окрузі Коуліц штату Вашингтон. Населення — 12 720 осіб (2020).

## Географія
Келсо розташоване за координатами 46°7′39″ пн. ш. 122°52′38″ зх. д. / 46.12750° пн. ш. 122.87722° зх. д. (46.127435, -122.877161).  За даними Бюро перепису населення США в 2010 році місто мало площу 22,01 км², з яких 21,09 км² — суходіл та 0,92 км² — водойми.

### Клімат
| Клімат : Келсо                           | Клімат : Келсо | Клімат : Келсо | Клімат : Келсо | Клімат : Келсо | Клімат : Келсо | Клімат : Келсо | Клімат : Келсо | Клімат : Келсо | Клімат : Келсо | Клімат : Келсо | Клімат : Келсо | Клімат : Келсо | Клімат : Келсо |
| Показник                                 | Січ.           | Лют.           | Бер.           | Квіт.          | Трав.          | Черв.          | Лип.           | Серп.          | Вер.           | Жовт.          | Лист.          | Груд.          | Рік            |
| Абсолютний максимум, °C                  | 16,1           | 21,1           | 25,0           | 30,0           | 37,2           | 36,1           | 41,1           | 37,2           | 34,4           | 30,0           | 20,6           | 17,2           | 41,1           |
| Середній максимум, °C                    | 5,1            | 8,9            | 10,9           | 16,4           | 19,1           | 21,4           | 24,6           | 24,7           | 23,8           | 16,6           | 11,4           | 8,1            | 15,9           |
| Середній мінімум, °C                     | −1,7           | 0,7            | 1,6            | 2,7            | 5,6            | 8,4            | 10,0           | 10,3           | 7,8            | 4,6            | 2,6            | 1,9            | 4,6            |
| Абсолютний мінімум, °C                   | −18,3          | −16,7          | −7,8           | −2,8           | −1,1           | 1,7            | 3,9            | 2,8            | 0,0            | −6,1           | −10,6          | −8,9           | −18,3          |
| Норма опадів, мм                         | 159            | 139            | 148            | 63             | 55             | 46             | 13             | 22             | 26             | 109            | 142            | 167            | 1089           |
| ---------------------------------------- | -------------- | -------------- | -------------- | -------------- | -------------- | -------------- | -------------- | -------------- | -------------- | -------------- | -------------- | -------------- | -------------- |
| Джерело: Western Regional Climate Center |                |                |                |                |                |                |                |                |                |                |                |                |                |

## Демографія
Згідно з переписом 2010 року, у місті мешкало 11 925 осіб у 4720 домогосподарствах у складі 2949 родин. Густота населення становила 542 особи/км².  Було 5139 помешкань (234/км²).
Расовий склад населення:
| - 85,2 % — білих - 2,1 % — корінних американців - 1,6 % — азіатів - 0,8 % — чорних або афроамериканців - 0,1 % — вихідців з тихоокеанських островів - 5,1 % — осіб інших рас |

До двох чи більше рас належало 5,1 %. Частка іспаномовних становила 11,3 % від усіх жителів.
За віковим діапазоном населення розподілялося таким чином: 26,3 % — особи молодші 18 років, 62,0 % — особи у віці 18—64 років, 11,7 % — особи у віці 65 років та старші. Медіана віку мешканця становила 34,6 року. На 100 осіб жіночої статі у місті припадало 95,4 чоловіків;  на 100 жінок у віці від 18 років та старших — 94,6 чоловіків також старших 18 років.
Середній дохід на одне домашнє господарство  становив 42 946 доларів США (медіана — 33 843), а середній дохід на одну сім'ю — 43 978 доларів (медіана — 37 118). Медіана доходів становила 39 375 доларів для чоловіків та 30 134 долари для жінок. За межею бідності перебувало 30,6 % осіб, у тому числі 42,9 % дітей у віці до 18 років та 9,7 % осіб у віці 65 років та старших.
Цивільне працевлаштоване населення становило 3810 осіб. Основні галузі зайнятості: освіта, охорона здоров'я та соціальна допомога — 19,1 %, роздрібна торгівля — 16,3 %, виробництво — 11,3 %, науковці, спеціалісти, менеджери — 10,4 %.